# Ronde van de Alpes-Maritimes en de Var 2020
De 52e editie van de wielerwedstrijd  Ronde van de Alpes-Maritimes en de Var vond in 2020 plaats van 21 tot en met 23 februari. De start was in Le Cannet en de finish was in Toulon, met een aankomst bergop op Le Mont Faron. De ronde was onderdeel van de UCI Europe Tour in de categorie 2.1.

## Deelname
Er namen acht UCI World Tour-teams, zeven UCI ProTour-teams en drie Continentale teams deel.
| UCI World Tour                                                                                           | UCI ProTeam | Continentaal                                                                   |
| --- | --- | ------------------------------------------------------------------------------ |
| AG2R La Mondiale CCC Team Cofidis EF Pro Cycling Groupama-FDJ NTT Pro Cycling Team Sunweb Trek-Segafredo | Arkéa-Samsic B&B Hotels-Vital Concept p/b KTM Bingoal-Wallonie Bruxelles NIPPO DELKO One Provence Rally Cycling Riwal-Readynez Cycling Team Total Direct Energie | Natura4Ever-Roubaix-Lille Métropole Saint Michel-Auber 93 Swiss Racing Academy |

## Etappe-overzicht
| Etappe | Datum       | Start     | Finish                 | Type      | Afstand  | Winnaar        | Klassementsleider |
| ------ | ----------- | --------- | ---------------------- | --------- | -------- | -------------- | ----------------- |
| 1      | 21 februari | Le Cannet | Grasse                 | Heuvelrit | 183,0 km | Anthony Perez  | Anthony Perez     |
| 2      | 22 februari | Pégomas   | Col d'Èze              | Heuvelrit | 175,7 km | Nairo Quintana | Nairo Quintana    |
| 3      | 23 februari | La Londe  | Toulon (Le Mont Faron) | Heuvelrit | 136,0 km | Julien Bernard | Nairo Quintana    |

## Etappe-uitslagen

### 1e etappe
| Le Cannet - Grasse (183,0 km) |                  |                          |          |
| Plaats                        | Naam             | Ploeg                    | Tijd     |
| Winnaar                       | Anthony Perez    | Cofidis                  | 4u54'03" |
| 2                             | Anthony Turgis   | Total Direct Energie     | + 2"     |
| 3                             | Michael Storer   | Team Sunweb              | + 4"     |
| 4                             | Thibaut Pinot    | Groupama-FDJ             | + 6"     |
| 5                             | Attila Valter    | CCC Team                 | z.t.     |
| 6                             | Simon Clarke     | EF Pro Cycling           | z.t.     |
| 7                             | Benoît Cosnefroy | AG2R La Mondiale         | z.t.     |
| 8                             | Julien El Fares  | NIPPO DELKO One Provence | z.t.     |
| 9                             | Lilian Calmejane | Total Direct Energie     | z.t.     |
| 10                            | Romain Bardet    | AG2R La Mondiale         | z.t.     |

| Algemeen klassement |                  |                          |          |
| Plaats              | Naam             | Ploeg                    | Tijd     |
| Gele trui           | Anthony Perez    | Cofidis                  | 4u54'03" |
| 2                   | Anthony Turgis   | Total Direct Energie     | + 2"     |
| 3                   | Michael Storer   | Team Sunweb              | + 4"     |
| 4                   | Thibaut Pinot    | Groupama-FDJ             | + 6"     |
| 5                   | Attila Valter    | CCC Team                 | z.t.     |
| 6                   | Simon Clarke     | EF Pro Cycling           | z.t.     |
| 7                   | Benoît Cosnefroy | AG2R La Mondiale         | z.t.     |
| 8                   | Julien El Fares  | NIPPO DELKO One Provence | z.t.     |
| 9                   | Lilian Calmejane | Total Direct Energie     | z.t.     |
| 10                  | Romain Bardet    | AG2R La Mondiale         | z.t.     |

### 2e etappe
| Pégomas - Col d'Èze (175,7 km) |                  |                            |          |
| Plaats                         | Naam             | Ploeg                      | Tijd     |
| Winnaar                        | Nairo Quintana   | Arkéa-Samsic               | 4u44'17" |
| 2                              | Simon Clarke     | EF Pro Cycling             | + 40"    |
| 3                              | Lilian Calmejane | Total Direct Energie       | z.t.     |
| 4                              | Thibaut Pinot    | Groupama-FDJ               | z.t.     |
| 5                              | Fausto Masnada   | CCC Team                   | z.t.     |
| 6                              | Nicolas Roche    | Team Sunweb                | z.t.     |
| 7                              | Nicolas Edet     | Cofidis                    | z.t.     |
| 8                              | Sam Oomen        | Team Sunweb                | z.t.     |
| 9                              | Romain Bardet    | AG2R La Mondiale           | z.t.     |
| 10                             | Laurens Huys     | Bingoal-Wallonie Bruxelles | z.t.     |

| Algemeen klassement |                  |                      |          |
| Plaats              | Naam             | Ploeg                | Tijd     |
| Gele trui           | Nairo Quintana   | Arkéa-Samsic         | 9u38'26" |
| 2                   | Michael Storer   | Team Sunweb          | + 38"    |
| 3                   | Simon Clarke     | EF Pro Cycling       | + 40"    |
| 4                   | Thibaut Pinot    | Groupama-FDJ         | z.t.     |
| 5                   | Lilian Calmejane | Total Direct Energie | z.t.     |
| 6                   | Fausto Masnada   | CCC Team             | z.t.     |
| 7                   | Romain Bardet    | AG2R La Mondiale     | z.t.     |
| 8                   | Attila Valter    | CCC Team             | z.t.     |
| 9                   | Sam Oomen        | Team Sunweb          | z.t.     |
| 10                  | Nicolas Edet     | Cofidis              | z.t.     |

### 3e etappe
| La Londe - Toulon (Le Mont Faron) (136,0 km) |                             |                            |          |
| Plaats                                       | Naam                        | Ploeg                      | Tijd     |
| Winnaar                                      | Julien Bernard              | Trek-Segafredo             | 3u28'51" |
| 2                                            | Nans Peters                 | AG2R La Mondiale           | + 3"     |
| 3                                            | Lars van den Berg           | Groupama-FDJ               | + 42"    |
| 4                                            | Kenny Molly                 | Bingoal-Wallonie Bruxelles | + 1'18"  |
| 5                                            | Eddy Finé                   | Cofidis                    | + 1'34"  |
| 6                                            | Reinardt Janse van Rensburg | NTT Pro Cycling            | + 2'10"  |
| 7                                            | Nairo Quintana              | Arkéa-Samsic               | + 2'15"  |
| 8                                            | Romain Bardet               | AG2R La Mondiale           | z.t.     |
| 9                                            | Richie Porte                | Trek-Segafredo             | z.t.     |
| 10                                           | Tanel Kangert               | EF Pro Cycling             | z.t.     |

| Algemeen klassement |                 |                          |           |
| Plaats              | Naam            | Ploeg                    | Tijd      |
| Gele trui           | Nairo Quintana  | Arkéa-Samsic             | 13u09'32" |
| 2                   | Romain Bardet   | AG2R La Mondiale         | + 40"     |
| 3                   | Richie Porte    | Trek-Segafredo           | z.t.      |
| 4                   | Tanel Kangert   | EF Pro Cycling           | + 57"     |
| 5                   | Nicolas Edet    | Cofidis                  | + 59"     |
| 6                   | Thibaut Pinot   | Groupama-FDJ             | + 1'04"   |
| 7                   | Nicolas Roche   | Team Sunweb              | + 1'06"   |
| 8                   | Julien El Fares | NIPPO DELKO One Provence | z.t.      |
| 9                   | Fausto Masnada  | CCC Team                 | + 1'10"   |
| 10                  | Attila Valter   | CCC Team                 | + 1'14"   |

## Eindklassementen

### Algemeen klassement
| Plaats    | Naam            | Ploeg                    | Tijd      |
| --------- | --------------- | ------------------------ | --------- |
| Gele trui | Nairo Quintana  | Arkéa-Samsic             | 13u09'32" |
| 2         | Romain Bardet   | AG2R La Mondiale         | + 40"     |
| 3         | Richie Porte    | Trek-Segafredo           | z.t.      |
| 4         | Tanel Kangert   | EF Pro Cycling           | + 57"     |
| 5         | Nicolas Edet    | Cofidis                  | + 59"     |
| 6         | Thibaut Pinot   | Groupama-FDJ             | + 1'04"   |
| 7         | Nicolas Roche   | Team Sunweb              | + 1'06"   |
| 8         | Julien El Fares | NIPPO DELKO One Provence | z.t.      |
| 9         | Fausto Masnada  | CCC Team                 | + 1'10"   |
| 10        | Attila Valter   | CCC Team                 | + 1'14"   |

### Puntenklassement
| Plaats      | Naam           | Ploeg        | Tijd |
| ----------- | -------------- | ------------ | ---- |
| Groene trui | Nairo Quintana | Arkéa-Samsic | 39   |
| 2           | Anthony Perez  | Cofidis      | 37   |
| 3           | Thibaut Pinot  | Groupama-FDJ | 32   |

### Bergklassement
| Plaats    | Naam               | Ploeg                      | Punten |
| --------- | ------------------ | -------------------------- | ------ |
| Rode trui | Julien Bernard     | Trek-Segafredo             | 16     |
| 2         | Damian Lüscher     | Swiss Racing Academy       | 14     |
| 3         | Mathijs Paasschens | Bingoal-Wallonie Bruxelles | 14     |

### Ploegenklassement
| Plaats | Ploeg          | Tijd      |
| ------ | -------------- | --------- |
|        | Trek-Segafredo | 39u29'59" |
| 2      | Groupama-FDJ   | + 1'32"   |
| 3      | Team Sunweb    | + 3'13"   |

### Jongerenklassement
| Plaats     | Naam           | Ploeg                      | Tijd      |
| ---------- | -------------- | -------------------------- | --------- |
| Witte trui | Attila Valter  | CCC Team                   | 13u10'46" |
| 2          | Michael Storer | Team Sunweb                | + 11"     |
| 3          | Laurens Huys   | Bingoal-Wallonie Bruxelles | + 5'38"   |

## Klassementenverloop
| Etappe       | Winnaar        | Algemeen klassement · | Puntenklassement | Bergklassement | Ploegenklassement | Jongerenklassement |
| ------------ | -------------- | --------------------- | ---------------- | -------------- | ----------------- | ------------------ |
| 1            | Anthony Perez  | Anthony Perez         | Anthony Perez    | Anthony Turgis | Team Sunweb       | Michael Storer     |
| 2            | Nairo Quintana | Nairo Quintana        | Anthony Perez    | Damian Lüscher | Team Sunweb       | Michael Storer     |
| 3            | Julien Bernard | Nairo Quintana        | Nairo Quintana   | Julien Bernard | Trek-Segafredo    | Attila Valter      |
| 0Eindstanden | 0Eindstanden   | Nairo Quintana        | Nairo Quintana   | Julien Bernard | Trek-Segafredo    | Attila Valter      |

1969 · 1970 · 1971 · 1972 · 1973 · 1974 · 1975 · 1976 · 1977 · 1978 · 1979 · 1980 · 1981 · 1982 · 1983 · 1984 · 1985 · 1986 · 1987 · 1988 · 1989 · 1990 · 1991 · 1992 · 1993 · 1994 · 1995 · 1996 · 1997 · 1998 · 1999 · 2000 · 2001 · 2002 · 2003 · 2004 · 2005 · 2006 · 2007 · 2008 · 2009 · 2010 · 2011 · 2012 · 2013 · 2014 · 2015 · 2016 · 2017 · 2018 · 2019 · 
2020 · 2021 · 2022 · 2023 · 2024 · 2025